# Thurles
Thurles is een plaats in County Tipperary, Ierland met een inwoneraantal van 8.000. De plaats is zetel van het rooms-katholieke aartsbisdom Cashel en Emly. Het is de geboorteplaats van de Gaelic Athletic Association, die in 1884 werd opgericht in het Hayes's Hotel in Liberty Square.

## Vervoer
Thurles is door de N62 en de N75 verbonden met de M8, de autosnelweg tussen Dublin en Cork. De N62 loopt verder naar Athlone waar de weg aansluit op de M6 de hoofdroute van Dublin naar Galway.
De stad heeft een station aan de hoofdlijn tussen Dublin en Cork. Naar beide steden vertrekt ieder uur een trein, via Limerick-Junction is er een directe aansluiting naar Limerick.

## Geboren
- Julia Kavanagh (1824-1877), romanschrijfster
- Tony Ryan (1936-2007), multimiljonair, filantroop en ondernemer (Ryanair)
- Kerry Condon (1983), actrice

## Partnersteden
Thurles heeft partnerschapsbanden met Bollington in Engeland, en Salt Lake City in de Verenigde Staten.